# RepRap

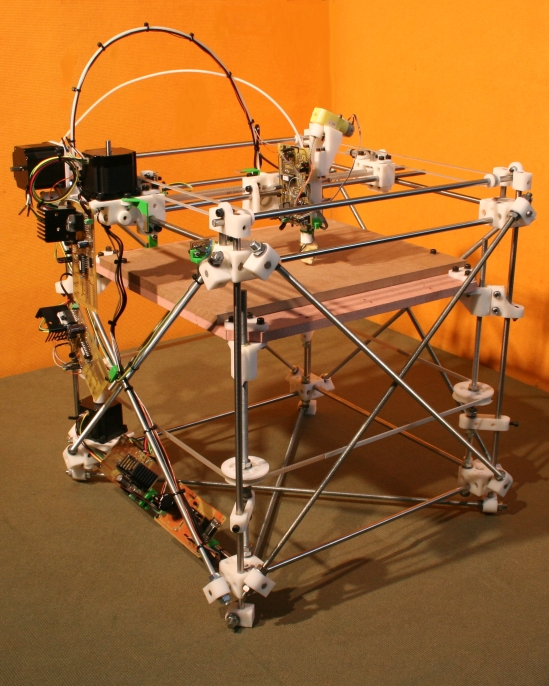
RepRap wersja 1.0 (Darwin)

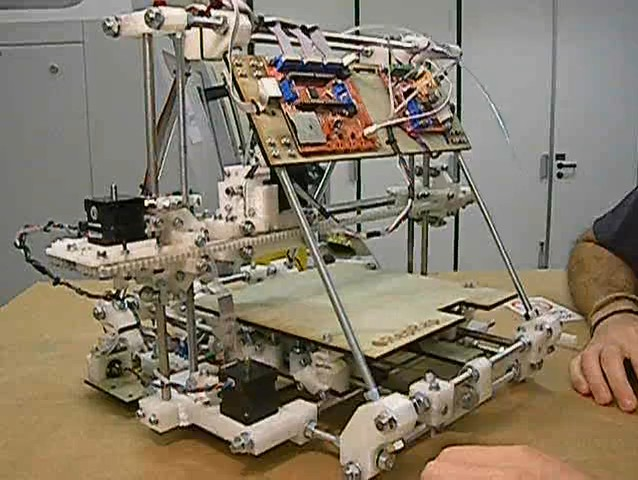
RepRap wersja 2.0 (Mendel)

RepRap – projekt stworzenia maszyny samoreplikującej, w postaci uniwersalnej drukarki 3D. Drukarka taka mogłaby być wykorzystywana w szybkim prototypowaniu i byłaby zdolna do wyprodukowania pełnego zestawu swoich własnych części.
Powodzenie projektu umożliwiłoby następnie bardzo tanią produkcję dowolnej liczby takich urządzeń, powielając je w tempie wykładniczym i dystrybuując w społeczeństwie. Ich posiadacze mogliby następnie ściągać z sieci schematy innych urządzeń i wytwarzać je we własnych domach przy pomocy RepRap. Spekuluje się, że RepRap mógłby nawet podlegać ewolucji, w miarę jak powstawałyby wersje udoskonalone do różnych innych zadań.
Ideą stojącą za projektem jest nie tylko wytworzenie samoreplikującego urządzenia, ale udostępnienie go każdemu człowiekowi na świecie, po minimalnych kosztach. Oznaczałoby to dużą zmianę paradygmatów przemysłu, przenosząc do niego idee open source ze świata oprogramowania.

## Opis

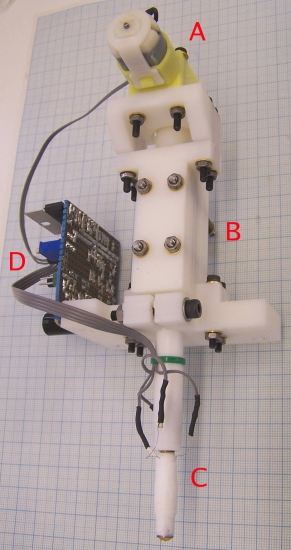
Dysza FDM Mk II, z elementami wyprodukowanymi za pomocą tej samej dyszy.

Inicjatorem i kierownikiem projektu jest dr Adrian Bowyer, wykładowca na Uniwersytecie w Bath w Wielkiej Brytanii. Główną używaną technologią jest FDM, a wyniki są publikowane na licencji GNU, co oznacza, że są dostępne za darmo i każdy może je modyfikować do własnych celów.
13 września 2006 r. prototyp RepRap 0.2 wyprodukował pierwsze części siebie samego, przy pomocy których zastąpiono jego własne części wytworzone za pomocą komercyjnej drukarki 3D.
W 2010 roku, profesjonalne drukarki 3D kosztowały około 20 000 USD, a koszt wytworzenia prototypu za ich pomocą to około 2 USD za cm3. W projekcie RepRap koszty te mają być zmniejszone do odpowiednio 400 USD za drukarkę i 0,02 USD za cm3 wytwarzanego modelu. W roku 2013 zestaw do samodzielnego montażu drukarki RepRapPro Huxley kosztował już ok. 430 USD, a z elementami, które można wydrukować samodzielnie ok. 540 USD. Około połowa tych kosztów to części elektroniczne (układy sterujące i okablowanie) i mechaniczne (silniki krokowe).

## Ograniczenia
Choć wydaje się prawdopodobne że RepRap będzie mógł wytwarzać większość swoich mechanicznych części, wiele elementów będzie musiało być produkowane niezależnie. Obejmuje to w szczególności czujniki, silniki i elektronikę. Celem projektu jest stopniowe wytwarzanie tych części przez samo urządzenie. Przykładowo prowadzone są próby drukowania układów elektronicznych mających służyć jako mikrokontrolery.